# Neoaratus hercules
Neoaratus hercules là một loài ruồi trong họ Asilidae. Neoaratus hercules được Wiedemann miêu tả năm 1828.

## Hình ảnh

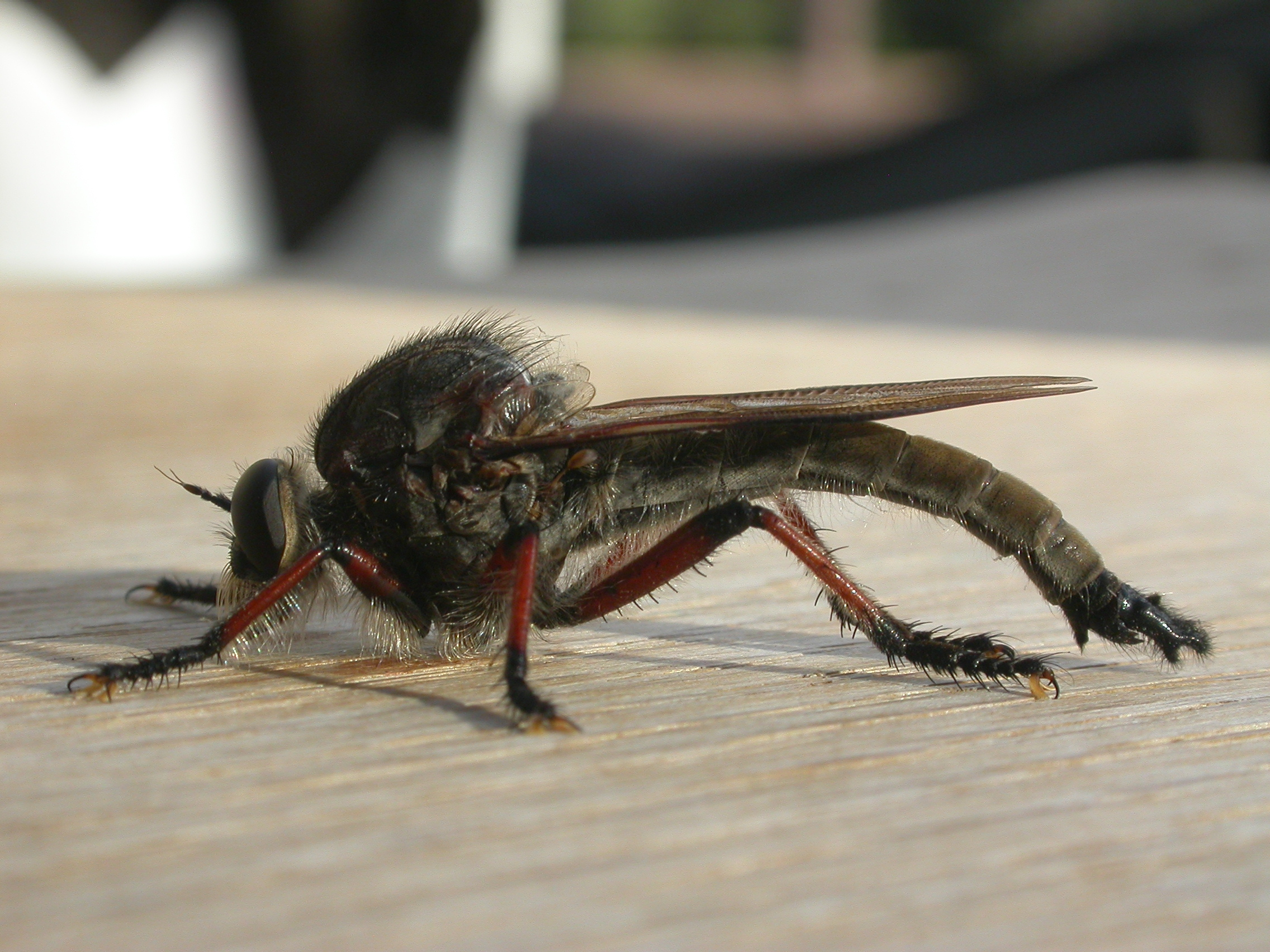
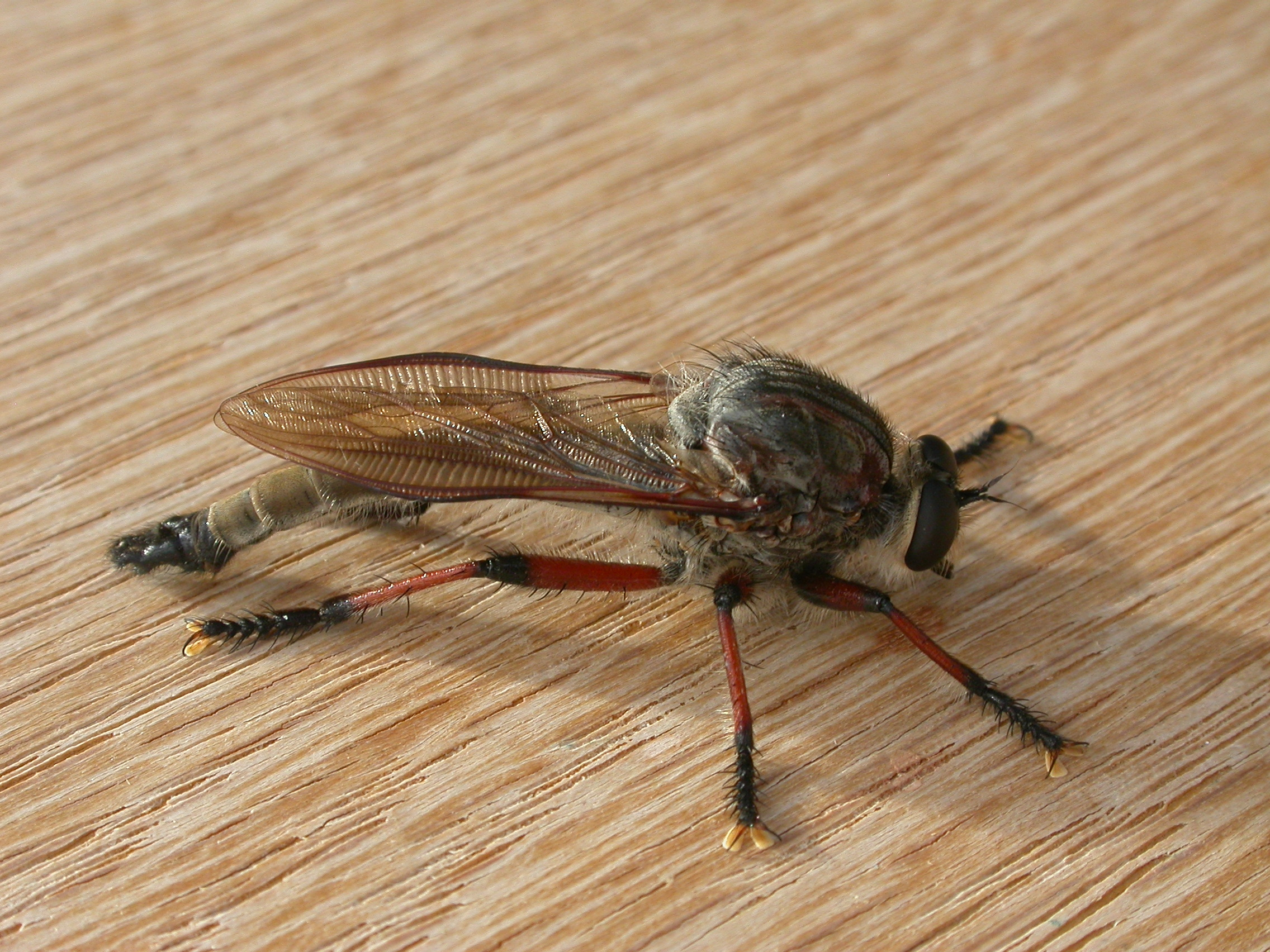
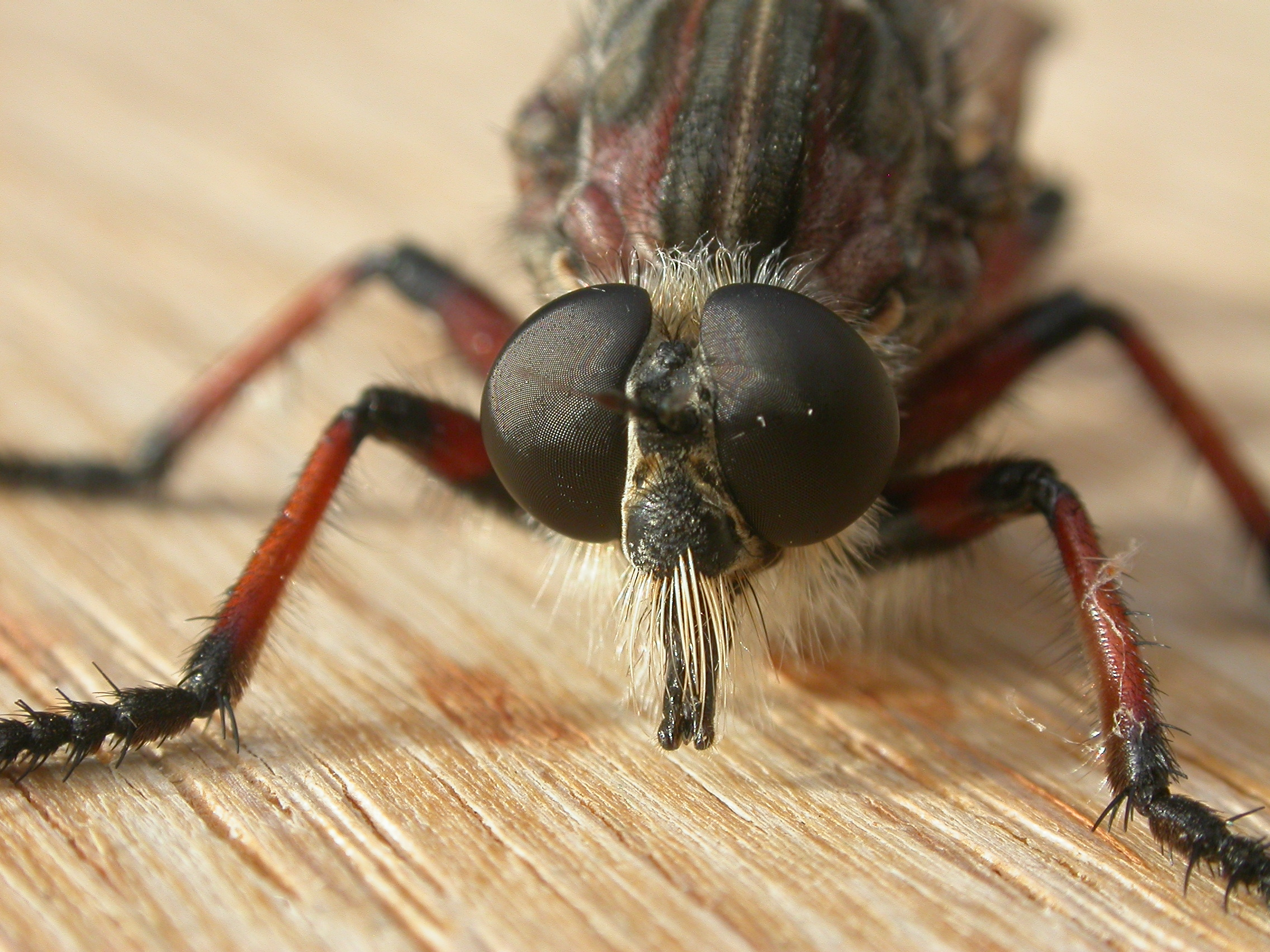
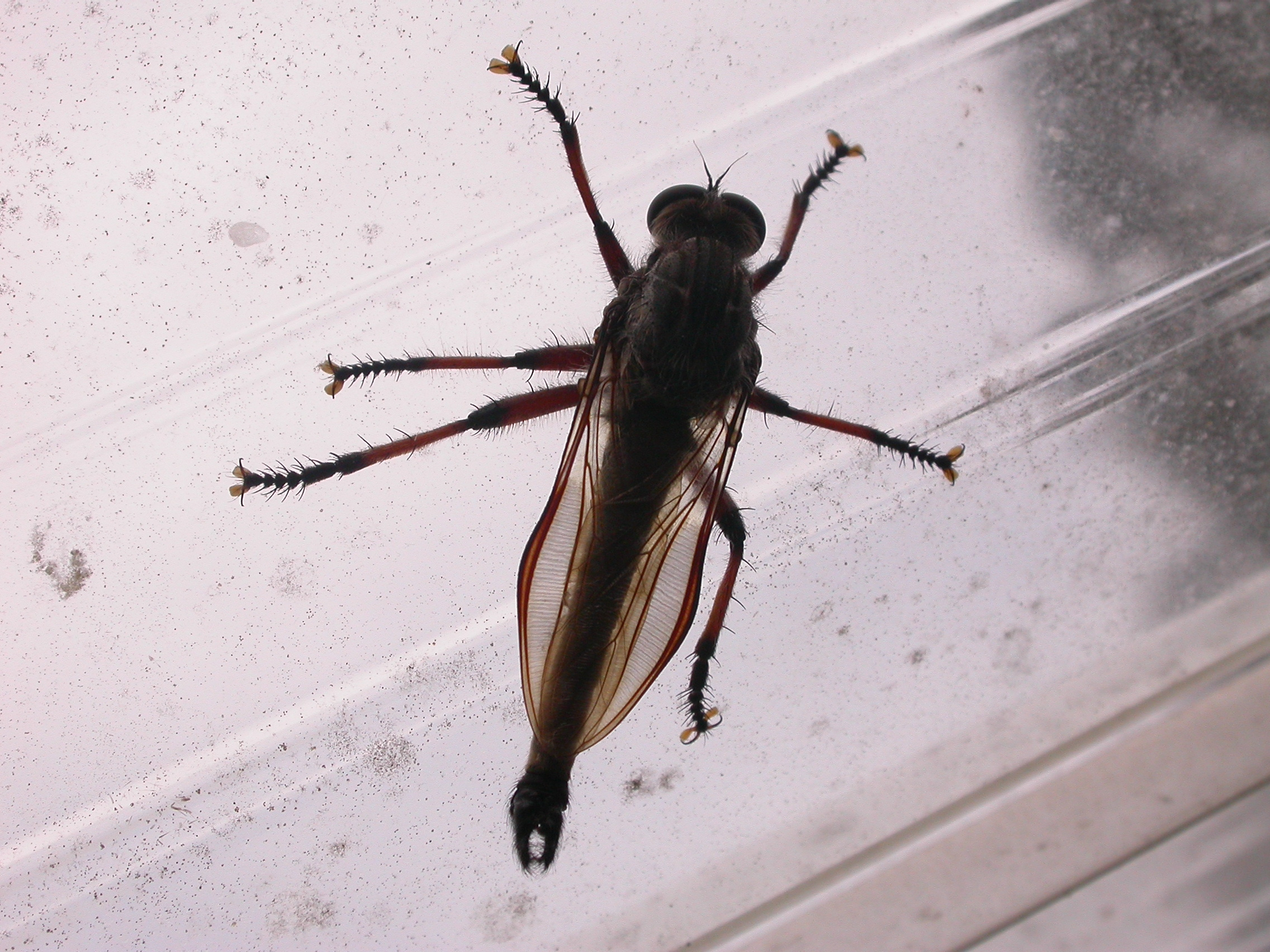